# 大久保雄賢
大久保 雄賢（おおくぼ たけかつ、1886年（明治19年）2月8日 - 1940年（昭和15年）4月29日）は、大日本帝国陸軍軍人。最終階級は陸軍中将。

## 経歴
1886年（明治19年）に東京府で生まれた。陸軍士官学校第18期、陸軍大学校第29期卒業。1929年（昭和4年）8月に工兵第20大隊長に就任し、1930年（昭和5年）3月に陸軍工兵大佐に進級した。1932年（昭和7年）に陸軍工兵学校教官に転じ、1933年（昭和8年）に陸軍省軍務局防備課長に就任した。
1934年（昭和9年）12月10日に陸軍少将に進級し、対馬要塞司令官に就任した。1936年（昭和11年）12月1日に第16師団司令部附となり、1938年（昭和13年）3月1日に陸軍中将に進級し待命、3月31日に予備役に編入された。